# منتخب جنوب إفريقيا لكرة القدم
منتخب جنوب إفريقيا لكرة القدم (بالإنجليزية: South Africa men's national soccer team) هو ممثل جنوب إفريقيا في رياضة كرة القدم يديره اتحاد جنوب إفريقيا لكرة القدم الملعب الرئيسي لجنوب إفريقيا هو ملعب البنك الوطني الأول الواقع في جوهانسبرغ. أعظم إنجاز حققه الفريق هو الفوز بكأس الأمم الإفريقية على أرضه عام 1996. المنتخب هو عضو في كل من الاتحاد الدولي لكرة القدم والاتحاد الإفريقي لكرة القدم.

## انضمام وانسحاب
منذ تأسيس الإتحاد الأفريقى لكرة القدم، أتفقت كل من مصر والسودان وجنوب إفريقيا في الخرطوم على إنشاء البطولة، إلا أن الفرق بين الدولتين وجنوب إفريقيا، بسبب ضم عدداً من جميع الأديان والأعراق والألوان وهذا ماترفضه ديكتاتورية جنوب إفريقيا، واضطرت للإنسحاب ورفض المشاركة بسبب قوانين تسمح للبيض والسود اللعب معاً دون تمييز...

## حظر المشاركات الدولية
حظرت كل من الفيفا والكاف، مشاركة جنوب إفريقيا من تصفيات إفريقيا لكأس العالم وكأس الأمم الإفريقية لسببين:
1- نظام الفصل العنصري بين البيض والسود، يعتبر جمع الأعراق مخالفاً لقانون الأقلية للبيض.
2- رفض السماح لجنوب إفريقيا المشاركة في تصفيات البطولة، بسبب إقناع النظام العنصري بعدم مشاركة السود في البطولة، وانتهاكات لحقوق الإنسان، وكانت جنوب إفريقيا معزولة دولياً، وخاصة في المشاركات الرياضية كافة.

## إنجازاتها
منذ وصول رجل التاريخ مانديلا (الحائز على جائزة نوبل للسلام)، كانت مشاركة جنوب إفريقيا ضعيفة منذ البداية، وفي تصفيات كأس العالم 94، لم تكن مشاركة جنوب إفريقيا مقنعة، حتى خروجها من التصفيات، وبعد سنتين فقط، توجت بطلاً لبطولة إفريقيا 96، عندما جمع البيض والسود معاً لتحقيق الحلم، وتأهلت إلى نهائيات كأس العالم للمرة الأولى في التاريخ.. وكرر الإنجاز للمرة الثانية، إلا أن في تلك المشاركتين لم تتأهلا إلى الدور الثاني.

## تاريخ المشاركة

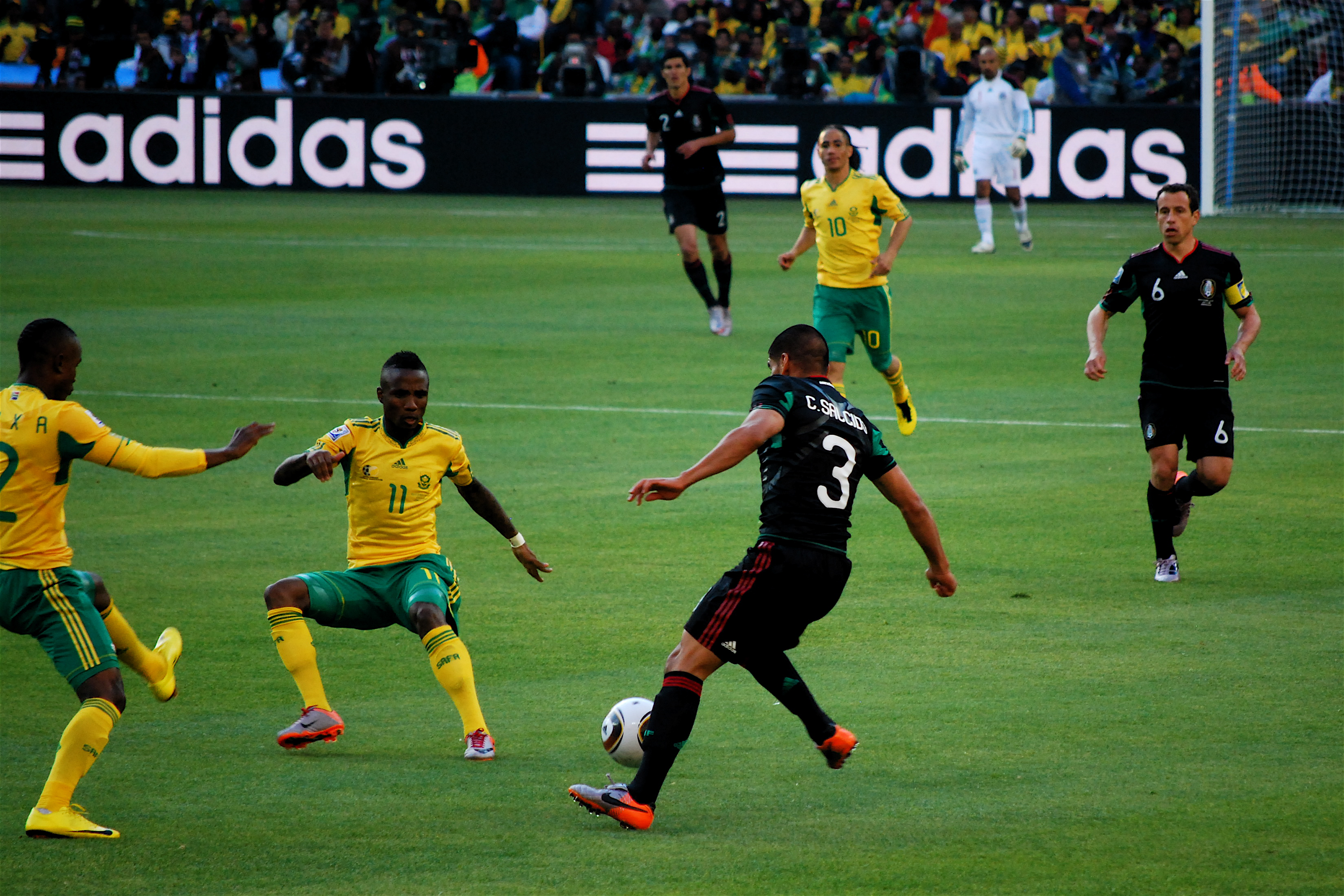
منتخب جنوب إفريقيا في مباراته الرسمية مع المكسيك خلال بطولة كأس العالم 2010

### كأس العالم
| مشاركات كأس العالم | مشاركات كأس العالم | مشاركات كأس العالم | مشاركات كأس العالم | مشاركات كأس العالم | مشاركات كأس العالم | مشاركات كأس العالم | مشاركات كأس العالم | مشاركات كأس العالم |                             | سجل تصفيات كأس العالم       | سجل تصفيات كأس العالم       | سجل تصفيات كأس العالم       | سجل تصفيات كأس العالم       | سجل تصفيات كأس العالم       | سجل تصفيات كأس العالم | سجل تصفيات كأس العالم |
| السنة              | الجولة             | الترتيب            | لعب                | فاز                | تعادل              | خسر                | له                 | عليه               | لعب                         | فاز                         | تعادل                       | خسر                         | له                          | عليه                        |                       |                       |
| ------------------ | ------------------ | ------------------ | ------------------ | ------------------ | ------------------ | ------------------ | ------------------ | ------------------ | --------------------------- | --------------------------- | --------------------------- | --------------------------- | --------------------------- | --------------------------- | --------------------- | --------------------- |
| 1930 إلى 1962      | لم تشارك           | لم تشارك           | لم تشارك           | لم تشارك           | لم تشارك           | لم تشارك           | لم تشارك           | لم تشارك           | لم تشارك                    | لم تشارك                    | لم تشارك                    | لم تشارك                    | لم تشارك                    | لم تشارك                    |                       |                       |
| 1966               | غير مقبول          | غير مقبول          | غير مقبول          | غير مقبول          | غير مقبول          | غير مقبول          | غير مقبول          | غير مقبول          | غير مقبول                   | غير مقبول                   | غير مقبول                   | غير مقبول                   | غير مقبول                   | غير مقبول                   |                       |                       |
| 1970 إلى 1990      | محظور              | محظور              | محظور              | محظور              | محظور              | محظور              | محظور              | محظور              | محظور                       | محظور                       | محظور                       | محظور                       | محظور                       | محظور                       |                       |                       |
| 1994               | لم تتأهل           | لم تتأهل           | لم تتأهل           | لم تتأهل           | لم تتأهل           | لم تتأهل           | لم تتأهل           | لم تتأهل           | 4                           | 2                           | 1                           | 1                           | 2                           | 4                           |                       |                       |
| 1998               | دور المجموعات      | 24                 | 3                  | 0                  | 2                  | 1                  | 3                  | 6                  | 8                           | 6                           | 1                           | 1                           | 11                          | 3                           |                       |                       |
| 2002               | دور المجموعات      | 17                 | 3                  | 1                  | 1                  | 1                  | 5                  | 5                  | 8                           | 7                           | 1                           | 0                           | 13                          | 3                           |                       |                       |
| 2006               | لم تتأهل           | لم تتأهل           | لم تتأهل           | لم تتأهل           | لم تتأهل           | لم تتأهل           | لم تتأهل           | لم تتأهل           | 10                          | 5                           | 1                           | 4                           | 12                          | 14                          |                       |                       |
| 2010               | دور المجموعات      | 20                 | 3                  | 1                  | 1                  | 1                  | 3                  | 5                  | تأهلت بصفتها الدولة المضيفة | تأهلت بصفتها الدولة المضيفة | تأهلت بصفتها الدولة المضيفة | تأهلت بصفتها الدولة المضيفة | تأهلت بصفتها الدولة المضيفة | تأهلت بصفتها الدولة المضيفة |                       |                       |
| 2014               | لم تتأهل           | لم تتأهل           | لم تتأهل           | لم تتأهل           | لم تتأهل           | لم تتأهل           | لم تتأهل           | لم تتأهل           | 6                           | 3                           | 2                           | 1                           | 12                          | 5                           |                       |                       |
| 2018               | لم تتأهل           | لم تتأهل           | لم تتأهل           | لم تتأهل           | لم تتأهل           | لم تتأهل           | لم تتأهل           | لم تتأهل           | 8                           | 3                           | 1                           | 4                           | 11                          | 11                          |                       |                       |
| 2022               | يتحدد لاحقًا        | يتحدد لاحقًا        | يتحدد لاحقًا        | يتحدد لاحقًا        | يتحدد لاحقًا        | يتحدد لاحقًا        | يتحدد لاحقًا        | يتحدد لاحقًا        | يتحدد لاحقًا                 | يتحدد لاحقًا                 | يتحدد لاحقًا                 | يتحدد لاحقًا                 | يتحدد لاحقًا                 | يتحدد لاحقًا                 | يتحدد لاحقًا           |                       |
| 2026               | يتحدد لاحقًا        | يتحدد لاحقًا        | يتحدد لاحقًا        | يتحدد لاحقًا        | يتحدد لاحقًا        | يتحدد لاحقًا        | يتحدد لاحقًا        | يتحدد لاحقًا        | يتحدد لاحقًا                 | يتحدد لاحقًا                 | يتحدد لاحقًا                 | يتحدد لاحقًا                 | يتحدد لاحقًا                 | يتحدد لاحقًا                 | يتحدد لاحقًا           |                       |
| المجموع            | دور المجموعات      | 3/21               | 9                  | 2                  | 4                  | 3                  | 11                 | 16                 | 44                          | 26                          | 7                           | 11                          | 61                          | 40                          |                       |                       |

### فيفا كأس القارات
| فيفا كأس القارات | فيفا كأس القارات | فيفا كأس القارات | فيفا كأس القارات | فيفا كأس القارات | فيفا كأس القارات | فيفا كأس القارات | فيفا كأس القارات | فيفا كأس القارات | فيفا كأس القارات |
| السنة            | الجولة           | الترتيب          | لعب              | فاز              | تعادل*           | خسر              | له               | عليه             |                  |
| ---------------- | ---------------- | ---------------- | ---------------- | ---------------- | ---------------- | ---------------- | ---------------- | ---------------- | ---------------- |
| 1992             | محظور            | محظور            | محظور            | محظور            | محظور            | محظور            | محظور            | محظور            |                  |
| 1995             | لم تتأهل         | لم تتأهل         | لم تتأهل         | لم تتأهل         | لم تتأهل         | لم تتأهل         | لم تتأهل         | لم تتأهل         |                  |
| 1997             | دور المجموعات    | 8                | 3                | 0                | 1                | 2                | 5                | 7                |                  |
| 1999             | لم تتأهل         | لم تتأهل         | لم تتأهل         | لم تتأهل         | لم تتأهل         | لم تتأهل         | لم تتأهل         | لم تتأهل         |                  |
| 2001             | لم تتأهل         | لم تتأهل         | لم تتأهل         | لم تتأهل         | لم تتأهل         | لم تتأهل         | لم تتأهل         | لم تتأهل         |                  |
| 2003             | لم تتأهل         | لم تتأهل         | لم تتأهل         | لم تتأهل         | لم تتأهل         | لم تتأهل         | لم تتأهل         | لم تتأهل         |                  |
| 2005             | لم تتأهل         | لم تتأهل         | لم تتأهل         | لم تتأهل         | لم تتأهل         | لم تتأهل         | لم تتأهل         | لم تتأهل         |                  |
| 2009             | المركز الرابع    | 4                | 5                | 1                | 1                | 3                | 4                | 6                |                  |
| 2013             | لم تتأهل         | لم تتأهل         | لم تتأهل         | لم تتأهل         | لم تتأهل         | لم تتأهل         | لم تتأهل         | لم تتأهل         |                  |
| 2017             | لم تتأهل         | لم تتأهل         | لم تتأهل         | لم تتأهل         | لم تتأهل         | لم تتأهل         | لم تتأهل         | لم تتأهل         |                  |
| 2021             | لم يتأهل         | لم يتأهل         | لم يتأهل         | لم يتأهل         | لم يتأهل         | لم يتأهل         | لم يتأهل         | لم يتأهل         |                  |
| المجموع          | المركز الرابع    | 2/11             | 8                | 1                | 2                | 5                | 9                | 13               |                  |

### كأس الأمم الإفريقية
| سجل الاتحاد الإفريقي لكرة القدم لكأس الأمم الإفريقية | سجل الاتحاد الإفريقي لكرة القدم لكأس الأمم الإفريقية | سجل الاتحاد الإفريقي لكرة القدم لكأس الأمم الإفريقية | سجل الاتحاد الإفريقي لكرة القدم لكأس الأمم الإفريقية | سجل الاتحاد الإفريقي لكرة القدم لكأس الأمم الإفريقية | سجل الاتحاد الإفريقي لكرة القدم لكأس الأمم الإفريقية | سجل الاتحاد الإفريقي لكرة القدم لكأس الأمم الإفريقية | سجل الاتحاد الإفريقي لكرة القدم لكأس الأمم الإفريقية | سجل الاتحاد الإفريقي لكرة القدم لكأس الأمم الإفريقية |
| السنة                                                | الجولة                                               | الترتيب                                              | لعب                                                  | فاز                                                  | تعادل *                                              | خسر                                                  | له                                                   | عليه                                                 |
| ---------------------------------------------------- | ---------------------------------------------------- | ---------------------------------------------------- | ---------------------------------------------------- | ---------------------------------------------------- | ---------------------------------------------------- | ---------------------------------------------------- | ---------------------------------------------------- | ---------------------------------------------------- |
| 1957                                                 | غير مؤهل بسبب الفصل العنصري                          | غير مؤهل بسبب الفصل العنصري                          | غير مؤهل بسبب الفصل العنصري                          | غير مؤهل بسبب الفصل العنصري                          | غير مؤهل بسبب الفصل العنصري                          | غير مؤهل بسبب الفصل العنصري                          | غير مؤهل بسبب الفصل العنصري                          | غير مؤهل بسبب الفصل العنصري                          |
| 1959                                                 | محظور                                                | محظور                                                | محظور                                                | محظور                                                | محظور                                                | محظور                                                | محظور                                                | محظور                                                |
| 1962                                                 | محظور                                                | محظور                                                | محظور                                                | محظور                                                | محظور                                                | محظور                                                | محظور                                                | محظور                                                |
| 1963                                                 | محظور                                                | محظور                                                | محظور                                                | محظور                                                | محظور                                                | محظور                                                | محظور                                                | محظور                                                |
| 1965                                                 | محظور                                                | محظور                                                | محظور                                                | محظور                                                | محظور                                                | محظور                                                | محظور                                                | محظور                                                |
| 1968                                                 | محظور                                                | محظور                                                | محظور                                                | محظور                                                | محظور                                                | محظور                                                | محظور                                                | محظور                                                |
| 1970                                                 | محظور                                                | محظور                                                | محظور                                                | محظور                                                | محظور                                                | محظور                                                | محظور                                                | محظور                                                |
| 1972                                                 | محظور                                                | محظور                                                | محظور                                                | محظور                                                | محظور                                                | محظور                                                | محظور                                                | محظور                                                |
| 1974                                                 | محظور                                                | محظور                                                | محظور                                                | محظور                                                | محظور                                                | محظور                                                | محظور                                                | محظور                                                |
| 1976                                                 | محظور                                                | محظور                                                | محظور                                                | محظور                                                | محظور                                                | محظور                                                | محظور                                                | محظور                                                |
| 1978                                                 | محظور                                                | محظور                                                | محظور                                                | محظور                                                | محظور                                                | محظور                                                | محظور                                                | محظور                                                |
| 1980                                                 | محظور                                                | محظور                                                | محظور                                                | محظور                                                | محظور                                                | محظور                                                | محظور                                                | محظور                                                |
| 1982                                                 | محظور                                                | محظور                                                | محظور                                                | محظور                                                | محظور                                                | محظور                                                | محظور                                                | محظور                                                |
| 1984                                                 | محظور                                                | محظور                                                | محظور                                                | محظور                                                | محظور                                                | محظور                                                | محظور                                                | محظور                                                |
| 1986                                                 | محظور                                                | محظور                                                | محظور                                                | محظور                                                | محظور                                                | محظور                                                | محظور                                                | محظور                                                |
| 1988                                                 | محظور                                                | محظور                                                | محظور                                                | محظور                                                | محظور                                                | محظور                                                | محظور                                                | محظور                                                |
| 1990                                                 | محظور                                                | محظور                                                | محظور                                                | محظور                                                | محظور                                                | محظور                                                | محظور                                                | محظور                                                |
| 1992                                                 | محظور                                                | محظور                                                | محظور                                                | محظور                                                | محظور                                                | محظور                                                | محظور                                                | محظور                                                |
| 1994                                                 | لم تتأهل                                             | لم تتأهل                                             | لم تتأهل                                             | لم تتأهل                                             | لم تتأهل                                             | لم تتأهل                                             | لم تتأهل                                             | لم تتأهل                                             |
| 1996                                                 | البطل                                                | الأول                                                | 6                                                    | 5                                                    | 0                                                    | 1                                                    | 11                                                   | 2                                                    |
| 1998                                                 | الوصيف                                               | الثاني                                               | 6                                                    | 3                                                    | 2                                                    | 1                                                    | 9                                                    | 6                                                    |
| 2000                                                 | المركز الثالث                                        | الثالث                                               | 6                                                    | 3                                                    | 2                                                    | 1                                                    | 8                                                    | 6                                                    |
| 2002                                                 | الربع النهائي                                        | السادس                                               | 4                                                    | 1                                                    | 2                                                    | 1                                                    | 3                                                    | 3                                                    |
| 2004                                                 | دور المجموعات                                        | الحادي عشر                                           | 3                                                    | 1                                                    | 1                                                    | 1                                                    | 3                                                    | 5                                                    |
| 2006                                                 | دور المجوعات                                         | السادس عشر                                           | 3                                                    | 0                                                    | 0                                                    | 3                                                    | 0                                                    | 5                                                    |
| 2008                                                 | دور المجموعات                                        | اثالث عشر                                            | 3                                                    | 0                                                    | 2                                                    | 1                                                    | 3                                                    | 5                                                    |
| 2010                                                 | لم تتأهل                                             | لم تتأهل                                             | لم تتأهل                                             | لم تتأهل                                             | لم تتأهل                                             | لم تتأهل                                             | لم تتأهل                                             | لم تتأهل                                             |
| 2012                                                 | لم تتأهل                                             | لم تتأهل                                             | لم تتأهل                                             | لم تتأهل                                             | لم تتأهل                                             | لم تتأهل                                             | لم تتأهل                                             | لم تتأهل                                             |
| 2013                                                 | ربع النهائي                                          | السادس                                               | 4                                                    | 1                                                    | 2                                                    | 1                                                    | 5                                                    | 3                                                    |
| 2015                                                 | دور المجموعات                                        | الخامس عشر                                           | 3                                                    | 0                                                    | 1                                                    | 2                                                    | 3                                                    | 6                                                    |
| 2017                                                 | لم تتأهل                                             | لم تتأهل                                             | لم تتأهل                                             | لم تتأهل                                             | لم تتأهل                                             | لم تتأهل                                             | لم تتأهل                                             | لم تتأهل                                             |
| 2019                                                 | ربع النهائي                                          | السابع                                               | 5                                                    | 2                                                    | 0                                                    | 3                                                    | 3                                                    | 4                                                    |
| 2021                                                 | لم تتأهل                                             | لم تتأهل                                             | لم تتأهل                                             | لم تتأهل                                             | لم تتأهل                                             | لم تتأهل                                             | لم تتأهل                                             | لم تتأهل                                             |
| 2023                                                 | يحدد فيما بعد                                        | يحدد فيما بعد                                        | يحدد فيما بعد                                        | يحدد فيما بعد                                        | يحدد فيما بعد                                        | يحدد فيما بعد                                        | يحدد فيما بعد                                        | يحدد فيما بعد                                        |
| 2025                                                 | يحدد فيما بعد                                        | يحدد فيما بعد                                        | يحدد فيما بعد                                        | يحدد فيما بعد                                        | يحدد فيما بعد                                        | يحدد فيما بعد                                        | يحدد فيما بعد                                        | يحدد فيما بعد                                        |
| 2027                                                 | يحدد فيما بعد                                        | يحدد فيما بعد                                        | يحدد فيما بعد                                        | يحدد فيما بعد                                        | يحدد فيما بعد                                        | يحدد فيما بعد                                        | يحدد فيما بعد                                        | يحدد فيما بعد                                        |
| الإجمالي                                             | البطل                                                | 11/36                                                | 43                                                   | 16                                                   | 12                                                   | 15                                                   | 48                                                   | 45                                                   |

*الحدود الحمراء تشير إلى البطولة التي أقيمت على أرضها.

### الألعاب الإفريقية
كرة القدم في الألعاب الإفريقية أصبحت بطولة للفئة السنية تحت 23 سنة منذ عام 1991
| سجل الألعاب الإفريقية | سجل الألعاب الإفريقية                         | سجل الألعاب الإفريقية                         | سجل الألعاب الإفريقية                         | سجل الألعاب الإفريقية                         | سجل الألعاب الإفريقية                         | سجل الألعاب الإفريقية                         | سجل الألعاب الإفريقية                         | سجل الألعاب الإفريقية                         |
| السنة                 | النتيجة                                       | لعب                                           | فاز                                           | تعادل                                         | خسر                                           | له                                            | عليه                                          |                                               |
| --------------------- | --------------------------------------------- | --------------------------------------------- | --------------------------------------------- | --------------------------------------------- | --------------------------------------------- | --------------------------------------------- | --------------------------------------------- | --------------------------------------------- |
| 1965                  | -                                             | 0                                             | 0                                             | 0                                             | 0                                             | 0                                             | 0                                             |                                               |
| 1973                  | -                                             | 0                                             | 0                                             | 0                                             | 0                                             | 0                                             | 0                                             |                                               |
| 1978                  | -                                             | 0                                             | 0                                             | 0                                             | 0                                             | 0                                             | 0                                             |                                               |
| 1987                  | -                                             | 0                                             | 0                                             | 0                                             | 0                                             | 0                                             | 0                                             |                                               |
| 1991–الآن             | انظر منتخب جنوب إفريقيا تحت 23 سنة لكرة القدم | انظر منتخب جنوب إفريقيا تحت 23 سنة لكرة القدم | انظر منتخب جنوب إفريقيا تحت 23 سنة لكرة القدم | انظر منتخب جنوب إفريقيا تحت 23 سنة لكرة القدم | انظر منتخب جنوب إفريقيا تحت 23 سنة لكرة القدم | انظر منتخب جنوب إفريقيا تحت 23 سنة لكرة القدم | انظر منتخب جنوب إفريقيا تحت 23 سنة لكرة القدم | انظر منتخب جنوب إفريقيا تحت 23 سنة لكرة القدم |
| المجموع               | 4/4                                           | 0                                             | 0                                             | 0                                             | 0                                             | 0                                             | 0                                             |                                               |

## وصلات خارجية
- قائمة بيانات المنتخب من الموقع الرسمي للفيفا باللغة العربية
- http://www.safa.net/